# Molophilus (Molophilus) richardsi
Molophilus (Molophilus) richardsi is een tweevleugelige uit de familie steltmuggen (Limoniidae). De soort komt voor in het Neotropisch gebied.